# 財満隆久
財満 隆久（ざいま たかひさ）は、戦国時代の武将。大内氏の家臣。財満氏の当主である財満興久の嫡子。子は財満忠久。幼名は太郎丸。越前守。法名は入道宗因。

## 生涯
大内義隆の家臣として仕え、"隆"の字を義隆から賜わる(偏諱)。
天文20年8月28日、陶晴賢が主君・大内義隆に対して謀反を起こす。義隆は山口より逃れるが長門国深川の大寧寺で自刃し、大内氏は事実上滅亡した(大寧寺の変)。
財満隆久は、陶軍に対抗するため槌山城において、城主・菅田宣真、尾和秀義、大林隆兼らと1,500名の軍勢で籠城する。
陶晴賢から残る大内義隆派の追討を命じられた毛利元就は、その子隆元、元春を総大将として4,000名の軍勢で槌山城攻略を開始した。天文20年9月11日、激しい攻防戦が繰り広げられ、城主・菅田宣真は陣頭に立って指揮していたが、財満隆久と宣真の子・菅田宣種が討死し、その日のうちに槌山城は落城した。